# Coucal violet
Centropus violaceus
Espèce
Statut de conservation UICN

 NT  : Quasi menacé
Le Coucal violet (Centropus violaceus) est une espèce d'oiseaux de la famille des Cuculidae. C'est une espèce monotypique (non subdivisée en sous-espèces).
Cet oiseau est endémique de l'archipel Bismarck.